# Barneskole
Barneskolen är en typ av primärskola i Norge, med elever från första till sjunde klass. En del mindre barneskoler har bara elever från första till fjärde klass.
Skolor där två eller flera årskurser har slagits samman kallas fådelte (fördelade) skoler, medan små skolor med alla elever i en klass kallas udelte (odelade).
Årskullarna delas ofta in i småskolen eller småskoletrinnet, som omfattar elever från första till fjärde klass, och mellomtrinnet, från femte till sjunde klass.
Efter barneskolen kommer ungdomsskolen, vilket är läsåren 8–10 och närmast motsvarar Sveriges högstadium. Barneskolen och ungdomsskolen bildar tillsammans grunnskolen.